# Amt Rantzau
La comunità amministrativa di Rantzau (Amt Rantzau) si trova nel circondario di Pinneberg nello Schleswig-Holstein, in Germania.

## Suddivisione
Comprende 10 comuni:
1. Bevern (592)
2. Bilsen (831)
3. Bokholt-Hanredder (1 327)
4. Bullenkuhlen (387)
5. Ellerhoop (1 539)
6. Groß Offenseth-Aspern (462)
7. Heede (786)
8. Hemdingen (1 680)
9. Langeln (591)
10. Lutzhorn (785)

Il capoluogo è Barmstedt, esterna al territorio della comunità amministrativa.
(Tra parentesi i dati della popolazione al 31 dicembre 2021)